# Ali Shojaei
Mohammad Ali Shojaei (persan : محمد علی شجاعی), né le 23 mars 1953 en Iran, est un footballeur international iranien, qui évoluait au poste de libéro.

## Biographie

### Carrière en club
Ali Shojaei joue en faveur du club de Zob Ahan, puis du Tam Ispahan.

### Carrière en équipe nationale
Il reçoit cinq sélections matchs en équipe d'Iran, sans inscrire de but, entre 1977 et 1978.
Il figure dans le groupe des sélectionnés lors de la Coupe du monde de 1978. Lors du mondial organisé en Argentine, il ne joue aucun match.